# Phyllotis definitus
Phyllotis definitus é uma espécie de roedor da família Cricetidae.
Apenas pode ser encontrada no Centro-Oeste do Peru, em áreas rochosas e cobertas de arbustos em altitudes entre 2600 e 3000m.